# Episodi di PSI Factor (quarta stagione)
La quarta stagione della serie televisiva PSI Factor è stata trasmessa in anteprima in Canada in syndication tra il 26 settembre 1999 e il 20 maggio 2000.
| nº | Titolo originale             | Titolo italiano | Prima TV Canada   | Prima TV Italia |
| -- | ---------------------------- | --------------- | ----------------- | --------------- |
| 1  | Shocking                     |                 | 26 settembre 1999 |                 |
| 2  | Sacrifices                   |                 | 3 ottobre 1999    |                 |
| 3  | Happy Birthday, Matt Praeger |                 | 10 ottobre 1999   |                 |
| 4  | Soul Survivor                |                 | 17 ottobre 1999   |                 |
| 5  | 883                          |                 | 24 ottobre 1999   |                 |
| 6  | Once Upon a Time in the West |                 | 31 ottobre 1999   |                 |
| 7  | Body and Soul                |                 | 7 novembre 1999   |                 |
| 8  | Temple of Light              |                 | 14 novembre 1999  |                 |
| 9  | Inertia                      |                 | 21 novembre 1999  |                 |
| 10 | Nocturnal Cabal              |                 | 28 novembre 1999  |                 |
| 11 | 'Til Death Do Us Part        |                 | 22 gennaio 2000   |                 |
| 12 | Tyler/Tim                    |                 | 29 gennaio 2000   |                 |
| 13 | Super Sargasso Sea           |                 | 5 febbraio 2000   |                 |
| 14 | Persistence of Vision        |                 | 12 febbraio 2000  |                 |
| 15 | GeoCore                      |                 | 10 febbraio 2000  |                 |
| 16 | Gone Fishing                 |                 | 20 febbraio 2000  |                 |
| 17 | Chiaroscuro                  |                 | 15 marzo 2000     |                 |
| 18 | Regeneration                 |                 | 22 marzo 2000     |                 |
| 19 | Wendigo                      |                 | 29 marzo 2000     |                 |
| 20 | Elevator                     |                 | 6 aprile 2000     |                 |
| 21 | Force Majeure                |                 | 13 aprile 2000    |                 |
| 22 | Stone Dreams                 |                 | 20 maggio 2000    |                 |